# 1940 en philosophie
Chronologie de la philosophie
- 1936
- 1937
- 1938
- 1939
- 1940
- 1941
- 1942
- 1943
- 1944

L’année 1940 a été marquée, en philosophie, par les événements suivants :

## Publications
- L'Imaginaire, de Jean-Paul Sartre.

## Décès
- 14 mai : Emma Goldman, philosophe politique américaine d'origine lituanienne, née en 1869, morte à 70 ans.
- 23 mai : Paul Nizan, né en 1905, mort à 35 ans.
- 26 septembre : Walter Benjamin, philosophe et traducteur allemand, né en 1892, mort à 48 ans.